# Gambusie Holbrookova
Gambusie Holbrookova, další české názvy: živorodka Holbrookova, živorodka komáří, Holbrookův halančík, (latinsky: Gambusia holbrooki, slovensky: -, anglicky: eastern mosquitofish). Rybu poprvé popsal v roce 1859 francouzský zoolog Charles Frédéric Girard (8. březen 1822 – 29. leden 1895) se specializací na ichtyologii a herpetologii. Ryba je druhově blízkou příbuznou ryby Gambusia affinis. Bývá zaměňována právě s Gambusia affinis a Poecilia latipinna, v Austrálii pak s Pseudomugil signifer.
Rod Gambusia pochází z kubánského pojmu „Gambusino“, což nic neznamená. Jedná se o místní vtipné slovo. Pokud tedy „lovíte gambusie“, pak „nelovíte nic“. Druhé jméno je nejisté, ale mezi vědci se respektuje názor, že ryba byla pojmenována podle lékaře a přírodovědce Johna Edwardsa Holbrooka (1796–1871).

## Popis
Ryba je malá, světle zbarvená s poloprůhlednými ploutvemi. Samice mají obvykle v oblasti očí černý pruh a na ocasní a hřbetní ploutvích u obou pohlaví jsou vidět světlé skvrny. Pro svou podobnou velikost, tvar a reprodukční zvyklosti může být snadno zaměněno s guppkou. Samci dorůstají 3,8 cm, samice 6,4 cm. tato ryba se může vyskytovat i s barevným vzorem černých skvrn, které připomínají dalmatina. Pohlaví ryb je snadno rozeznatelné: samci mají pohlavní orgán gonopodium, samice klasickou řitní ploutev.

## Biotop
Ryba se vyskytuje ve sladkých vodách v jižních a východních státech USA, od Floridy po Pensylvánii, a do vnitrozemí Alabamy a Tennessee. Ryba se vyskytuje v stojatých a pomalu tekoucích vodách, např. zarostlých rybnících a jezerech, ve slepých ramenech řek.
Mimo původní biotop byla vysazena např. v jižní Evropě, např. v Lago di Massaciuccoli, východních teritoriích Austrálie, kde byla určena k likvidaci komárů.

## Chov v akváriu
- Chov ryby: Rybu lze chovat v malé až středně velké nádrži. Je nenáročná. Vyhovuje jí hustá a jemnolistá výsadba rostlin.[4]
- Teplota vody: 15–35 °C[4]
- Kyselost vody: 6,0–8,8 pH[4]
- Tvrdost vody: 10–40 °dGH[4]
- Krmení: Jedná se o všežravou rybu, preferuje živou potravu, detrit a řasy.[12][13][7]
- Rozmnožování: Doba březosti je 22 až 25 dní. Počet mláďat z jednoho vrhu je od 5 do 100.[7] Během roku mohou vzniknout až 3 generace. Samice často vytvářejí hejna, aby omezily sexuální obtěžování ze strany samců.[9][14] Potěr dospívá mezi 18 dny až 8 týdny, podle podmínek. Při dobré výživě a teplotě vody je růst a pohlavní dospělost dříve.[7][4]

## Galerie

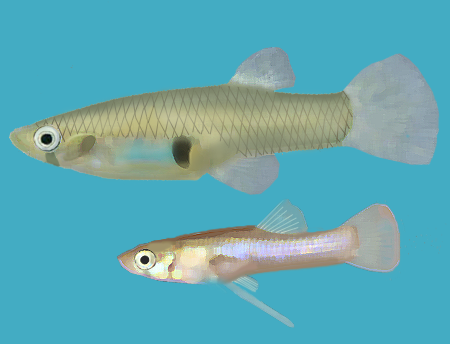
Gambusia holbrooki, samice (nahoře) a samec (dole).
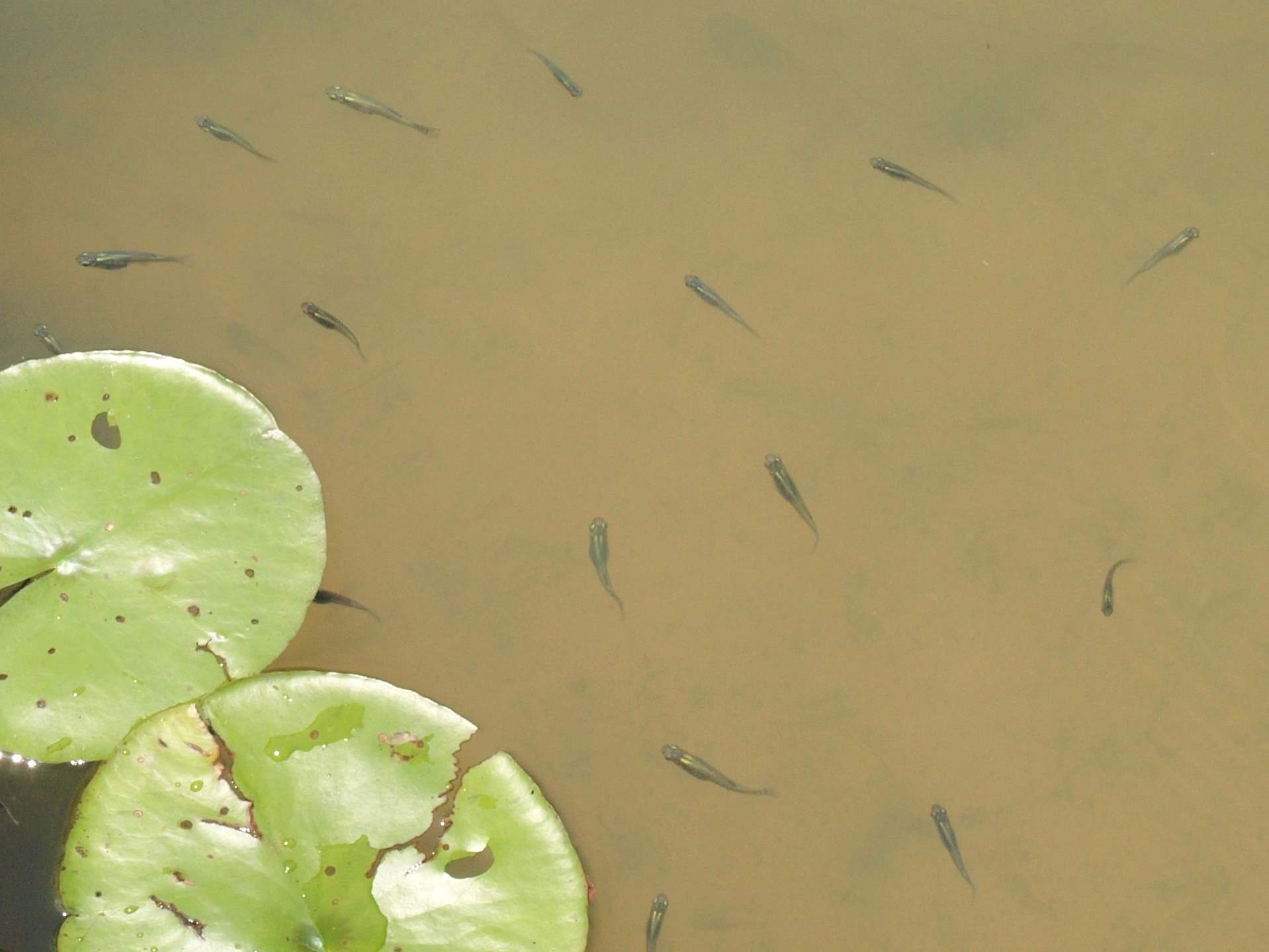
Gambusia holbrooki v rybníku v oblasti Pee Dee v Jižní Karolíně, 2011.
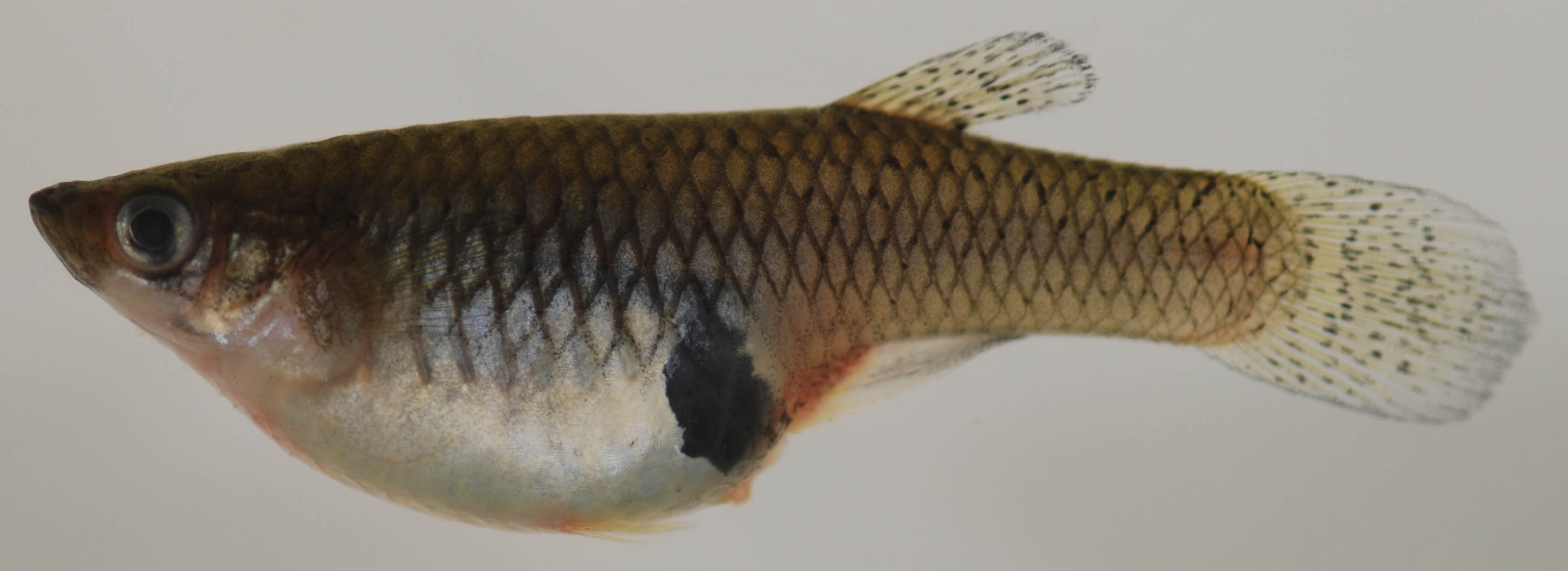
Gambusia holbrooki, březí samice.
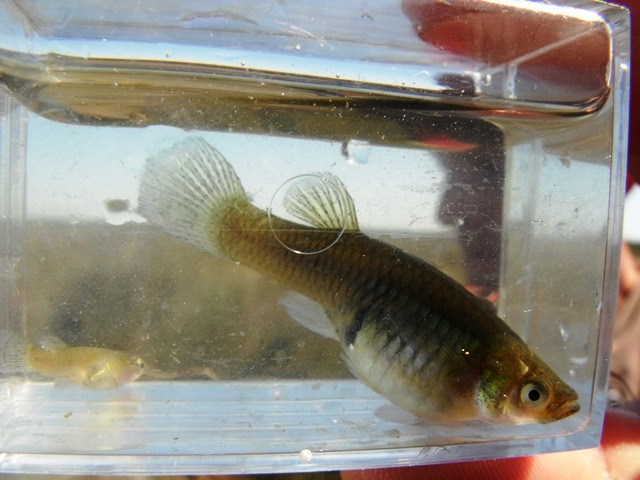
Gambusia holbrooki, samice